# Kenniskring Nederland-Suriname
De stichting Kenniskring Nederland-Suriname (KK) is een Nederlandse organisatie die zich richt op de Surinaamse diaspora in Nederland.
De organisatie werd op 24 september 2011 geproclameerd als de diasporastichting voor Nederland; de inschrijving in de Nederlandse Kamer van Koophandel werd voltrokken op 16 augustus 2011. Sinds 2013 maakt de KK samen met twee andere diasporaorganisaties deel uit van het Platform Surinaamse Diaspora. De organisatie werkt zonder subsidie. De voorzitter is sinds de oprichting Robby Makka.
De Kenniskring organiseerde aanvankelijk vooral lezingen en groeide in de loop van de tijd uit tot een organisatie die zich breder in de maatschappij manifesteert. Activiteiten variëren van voordrachten, columns, toneelopvoeringen, kunstpromotie, deelname aan denkprogramma's over Surinaamse sport en cultuur, begeleiding van studenten op diasporagebied, het optreden als juryvoorzitter tijdens debatten (zoals op de Erasmus Universiteit voor Surinamese Students Abroad) tot het verzamelen van beertjes voor 's Lands Hospitaal in Paramaribo. Als haar hoogtepunt rekent de stichting de invoering door de regering-Santokhi van het visumvrij reizen naar Suriname per 1 oktober 2021.